# Politischer Missbrauch der Psychiatrie in China
Der Artikel Politischer Missbrauch der Psychiatrie in China behandelt den politisch motivierten Missbrauch der Psychiatrie in der Volksrepublik China durch den Staat. Der Artikel Politischer Missbrauch der Psychiatrie behandelt dieses Thema im Allgemeinen.

## Einleitung
Politischer Missbrauch der Psychiatrie ist die Zweckentfremdung der Psychiatrie mit ihren medizinischen Mitteln und Maßnahmen, wie Diagnose, Inhaftierung und Behandlung, um Individuen bis hin zu großen Bevölkerungsgruppen in Misskredit zu bringen, aus der Öffentlichkeit zu entfernen und sie ihrer Menschenrechte zu berauben. Mit anderen Worten ist der Missbrauch der Psychiatrie unter anderem eine für politische Zwecke bewusste Handlung, um Bürger, die unerwünscht sind, zu diagnostizieren, obwohl diese weder psychiatrische Maßnahmen noch psychiatrische Behandlungen benötigen noch wünschen.
Als die Definitionen für psychische Erkrankungen erweitert wurden, beteiligten sich weltweit Psychiater an Menschenrechtsverletzungen, um politischen Ungehorsam als Definition mit einzubeziehen. So wurde in vielen Ländern die Grundlage geschaffen, dass sich Psychiater am Missbrauch an ihren Patienten beteiligten, so wie dies an einzelnen Individuen oder Minderheiten bereits während der NS-Zeit (Aktion T4) in Deutschland, in der Sowjetunion und in der Volksrepublik China geschah.
Wie Gelehrte schon lange berichten, stufen staatliche und medizinische Einrichtungen eine mögliche Bedrohung ihrer Autorität während politischer Unruhen als psychische Erkrankung ein. Deshalb werden heutzutage in vielen Ländern politische Gefangene auch in psychiatrischen Kliniken eingesperrt und dort misshandelt.
Die Psychiatrie besitzt in sich selbst eine eingebaute Missbrauchskapazität, die größer ist als in anderen Bereichen der Medizin. Die „Diagnose der psychischen Erkrankung“ erlaubt es dem Staat, Personen gegen ihren Willen festzuhalten und sie „in ihrem Interesse und im weiteren Interesse der Gesellschaft“ zu behandeln. In einem monolithischen Staat kann die Psychiatrie dazu verwendet werden, um die üblichen rechtlichen Verfahren zur Schuld- oder Unschuldsverhängung zu umgehen, und erlaubt so politische Inhaftierung ohne den üblen Beigeschmack, der mit solchen politischen Verhandlungen verbunden ist. Die Nutzung von Kliniken statt Gefängnissen verhindert, dass die Opfer vor den Gerichten rechtlichen Beistand erhalten, macht somit eine unbegrenzte Inhaftierung möglich und diskreditiert die Personen und ihre Ideen. Auf diese Art werden offene Prozesse, die unerwünscht sind, vermieden.

### Beispiele psychiatrischen Missbrauchs
Beispiele politischen Missbrauchs der Macht, die Ärzten und insbesondere Psychiatern anvertraut wurde, sind in der Geschichte reichlich vorhanden und konnten während der Nazi-Zeit und in der Sowjetunion, insbesondere zur Zeit des Stalinismus beobachtet werden, als politische Dissidenten als „geisteskrank“ bezeichnet und unmenschlichen „Behandlungen“ unterzogen wurden. Es wurde berichtet, dass im Zeitraum von 1960 bis 1986 der Missbrauch der Psychiatrie für politische Zwecke in der Sowjetunion systematisch angewendet wurde, und gelegentlich auch in anderen osteuropäischen Ländern, wie Rumänien, Ungarn, der Tschechoslowakei und Jugoslawien. Die Praxis der Inhaftierung von politischen Dissidenten in psychiatrischen Kliniken in Osteuropa und der ehemaligen UdSSR schädigte die Glaubwürdigkeit der psychiatrischen Praxis in diesen Staaten und führte zu einer starken Verurteilung durch die internationale Völkergemeinschaft. Politischer Missbrauch der Psychiatrie findet auch in der Volksrepublik China statt. Für politische Zwecke wurden die gleichen psychiatrischen Diagnosen wie bei politischen Dissidenten in der UdSSR verwendet, beispielsweise „schleppende Schizophrenie“.

## Geschichte des politischen Missbrauchs der Psychiatrie in China
Im Jahr 2002 veröffentlichte Human Rights Watch das Buch Dangerous Minds: Political Psychiatry in China Today and its Origins in the Mao Era von Robin Munro, das auf Dokumenten basiert, die er bekommen hatte. Der britische Forscher Robin Munro, ein Sinologe, der nach einem langen Aufenthalt in China seine Dissertation in London schrieb, war mehrmals nach China gereist, um Bibliotheken in Provinzstädten zu besuchen. Dort sammelte er eine große Menge an Literatur, die zwar den Stempel „geheim“ trug, aber dennoch offen zugänglich war. Diese Literatur enthielt unter anderem historische Analysen, die bis in die Tage der Kulturrevolution zurückreichten und sich auf Artikel und Berichte über die Anzahl der Menschen bezogen, die in psychiatrische Kliniken gebracht worden waren, weil sie sich über eine Reihe von Dingen beklagt hatten. Munro fand heraus, dass die unfreiwillige Einschränkung religiöser Gruppen, politischer Dissidenten und Whistleblower in China eine lange Geschichte hatte. Die psychiatrischen Misshandlungen begannen in den 1950er und 1960er Jahren und wuchsen während der gesamten Kulturrevolution extrem an. Während der Periode der Kulturrevolution (1966–1976) erreichte sie ihren Höhepunkt, damals unter der Herrschaft von Mao Zedong und der Viererbande, die ein sehr repressives und hartes Regime etabliert hatten. Es wurde keinerlei Abweichung oder Opposition toleriert, weder in Gedanken noch in der Praxis.
In den Dokumenten wurde von einem massiven Missbrauch der Psychiatrie für politische Zwecke während der Herrschaft Mao Zedongs berichtet, in der Millionen Menschen für geisteskrank erklärt wurden. In den 1980er Jahren gab es laut offiziellen Dokumenten einen politischen Zusammenhang bei bis zu fünfzehn Prozent aller forensischer psychiatrischer Fälle. In den frühen 1990er Jahren waren die Zahlen auf fünf Prozent gesunken, doch stieg der Prozentsatz mit Beginn der Verfolgung von Falun Gong wieder rapide an.
Offizielle chinesische psychiatrische Literatur belegt eindeutig, dass die Kommunistische Partei den Begriff der „politischen Gefährdung“ schon lange in der diagnostischen Waffenkammer der chinesischen Psychiatrie institutionell eingefügt und in das Hauptkonzept der psychiatrischen Gefährlichkeit einbezogen hatte.
Trotz internationaler Kritik scheint die Volksrepublik China ihren politischen Missbrauch der Psychiatrie fortzusetzen. Innerhalb der internationalen psychiatrischen Gesellschaft steht der politische Missbrauch der Psychiatrie in der Volksrepublik China hoch auf der Tagesordnung und hat wiederkehrende Streitigkeiten hervorgerufen. Die Missbräuche scheinen in der Volksrepublik China noch verbreiteter zu sein als in der Sowjetunion in den 1970er und 1980er Jahren und beinhalten die Inhaftierung von „Bittstellern“, Menschenrechtsaktivisten, Gewerkschaftsaktivisten, Anhängern der Falun-Gong-Bewegung und Menschen, die sich über die Willkür der lokalen Behörden beschweren.
Berichten zufolge waren in China bis 1989 kaum Hochsicherheitsforschungsinstitutionen bekannt. Doch seitdem haben die chinesischen Behörden das gesamte Netzwerk spezieller gerichtsmedizinischer Nervenkliniken namens Ankang (Psychiatrie) etabliert, was übersetzt „Frieden und Gesundheit“ bedeutet. „Doch wer ein Ankang von innen erlebt hat, verbindet damit Schrecken, Folter und Mord“, so Wang Wanxing, der 13 Jahre in einem psychiatrischen Krankenhaus misshandelt  wurde. Zu diesem Zeitpunkt hatte China 20 Ankang-Institutionen, deren Personal vom Ministerium für Staatssicherheit gestellt wurde. Die Psychiater, die dort arbeiteten, trugen Uniformen unter ihren weißen Ärztekitteln. Zeit Online berichtete Ende 2005, dass Peking beschlossen habe, die Anzahl der Polizeipsychiatrien in China von derzeit 22 auf 125 auszubauen, um diese als Einschüchterung gegen ihre Bürger zu verwenden und sie so von Streiks und Protesten abzuhalten.

## Psychiatrische Versorgung in China
Der politische Missbrauch der Psychiatrie in China scheint nur in den Institutionen zu erfolgen, die unter der Aufsicht der Polizei und des Ministeriums für Staatssicherheit stehen, nicht aber in anderen Regierungssektoren. Denn die psychiatrische Versorgung in China fällt insgesamt unter vier Sektoren, die kaum miteinander verbunden sind. Diese sind erstens Ankang-Institutionen des Ministeriums für Staatssicherheit; zweitens die Institutionen, die der Polizei angehören; drittens diejenigen, die unter die Zuständigkeit des Ministeriums für soziale Angelegenheiten fallen; und viertens diejenigen, die dem Gesundheitsministerium angehören. Sowohl die Sektoren des Ministeriums für Staatssicherheit als auch die der Polizei sind geschlossene Sektoren, daher dringen kaum Informationen nach draußen. Deshalb haben die Psychiater, die in den Krankenhäusern, die dem Gesundheitsministerium angehören, tätig sind, keinen Kontakt mit den Ankang-Institutionen und so eigentlich keine Ahnung von dem, was dort stattgefunden hat und stattfindet. Deshalb konnten sie aufrichtig erklären, dass sie über den politischen Missbrauch der Psychiatrie in China nicht informiert gewesen waren.

## Forensische Psychiatrie
In China war die Struktur der forensischen Psychiatrie zu Beginn weitgehend identisch mit der in der ehemaligen UdSSR. Für sich allein betrachtet, ist dies nicht ungewöhnlich, da die gleichen Psychiater, die das System des politischen Missbrauchs der Psychiatrie in ihrem eigenen Land, der UdSSR, förderten, als Delegierte des Moskauer Serbski-Instituts 1957 Peking besuchten, um ihren chinesischen „Brüdern“ zu helfen. Folglich konnte die Diagnostik nicht viel anders sein als in der Sowjetunion. Der einzige Unterschied lag darin, dass die Sowjets die „schleppende Schizophrenie“ als Diagnose vorzogen und die Chinesen in der Regel auf die Diagnose Paranoia oder „paranoide“ Schizophrenie beharrten. Die Konsequenzen waren jedoch gleich: langer Aufenthalt in einer psychiatrischen Klinik, unfreiwillige Behandlung mit Neuroleptikum, Folter und Misshandlung, die alle darauf abzielten, den Willen der Opfer zu brechen.

## Diagnose „Politischer Wahnsinn“
Im chinesischen Gesetz ist der Begriff des „politischen Schadens für die Gesellschaft“ als rechtlich gefährliches psychisch krankes Verhalten definiert. Dementsprechend bringt die Polizei „politisch Wahnsinnige“ in psychiatrische Kliniken. Als „politisch Wahnsinnige“ werden dabei Personen definiert, die reaktionäre Briefe schreiben, Reden gegen die Regierung halten oder die „ihre Meinung über wichtige inländische und internationale Angelegenheiten ausdrücken“. Nach Aussage von Yu Xin, Professor für Psychiatrie an der Universität Peking, werden Psychiater häufig dabei erwischt, an solchen Fällen beteiligt zu sein, dabei unfähig beziehungsweise nicht bereit, sich gegen die Polizei zu wehren. Die Datenbank von Liu Feiyue, dem Gründer der chinesischen Menschenrechtsorganisation Civil Rights and Livelihood Watch, verzeichnet Personen, die in psychiatrische Krankenhäuser eingeliefert wurden, nachdem sie wegen erlittenem Unrecht eine Petition an die Regierung Chinas eingereicht hatten. Die chinesische Regierung schätzte 2004, dass jährlich über 10 Millionen Bürger ein Bittgesuch einreichen beziehungsweise zur Regierung gehen und dort direkt um Hilfe ersuchen. Im Mai 2010 sagte Sun Dongdong, Leiter der Forensischen Psychiatrie an der Universität Peking, dazu: „Ich habe keinerlei Zweifel daran, dass mindestens 99 % von Chinas unfügsamen, beharrlichen ‚professionellen‘ Bittstellern geisteskrank sind.“  Die gesamten Inhalte der Datenbank Lius lassen vermuten, dass bis heute die häufigsten Opfer psychiatrischer Misshandlungen politische Dissidenten, Bittsteller und Falun-Gong-Anhänger sind.

## World Psychiatric Association
Anfang der 2000er Jahre wurde China von Human Rights Watch beschuldigt, Falun-Gong-Anhänger und Dissidenten in einer Reihe chinesischer Nervenkliniken eingesperrt zu haben, die vom Amt für öffentliche Sicherheit verwaltet werden. Die World Psychiatric Association (WPA) beantragte Zugang zu diesen Kliniken, doch wurde dies von China abgelehnt.
Die WPA versuchte daraufhin das Problem einzuschränken, indem sie es als Falun-Gong-Thema darstellte und gleichzeitig den Eindruck erweckte, dass die Anhänger der Bewegung wahrscheinlich nicht geistig gesund sein würden; dass es eine Sekte sei, die wahrscheinlich ihre Anhänger einer Gehirnwäsche unterzogen habe, und so weiter. Es gab sogar eine Diagnose des „Qigong-Syndroms“, das auf die Übungen von Falun Gong angewendet wurde. Es war das unfaire Spiel, das darauf abzielte, zu vermeiden, dass der politische Missbrauch der Psychiatrie in China die Agenda der WPA dominieren würde. Levent Kuey, Generalsekretär der WPA, sagte, dass seine Organisation keine weiteren Maßnahmen unternommen habe. Er rechtfertigte diese Vorgehensweise damit, dass es besser sei, China bei der Verbesserung seines psychiatrischen Gesundheitssystems zu helfen, statt es zu ächten.
Im August 2002 fand die Generalversammlung der WPA während des Weltkongresses des Psychiatrieverbandes in Yokohama statt. Die Frage des chinesischen politischen Missbrauchs der Psychiatrie stand als einer der letzten Punkte auf der Tagesordnung. Als das Thema während der Generalversammlung erörtert wurde, kam die genaue Art des Kompromisses zum Vorschein. Es wurde erklärt, dass der Psychiatrieverband eine Untersuchungskommission nach China schicken wolle, um den politischen Missbrauch der Psychiatrie zu untersuchen. Der Besuch wurde für das Frühjahr 2003 geplant, um sicherzustellen, dass während der Jahrestagung der American Psychiatric Association im Mai und während der Jahrestagung des Britischen Royal College of Psychiatrists im Juni/Juli ein Bericht vorgelegt werden konnte, der über die Untersuchungsergebnisse informieren sollte. Nach dem Weltkongress 2002 kam jedoch die halbherzige Haltung des Exekutivkomitees der WPA in Yokohama zum Vorschein: Es war ein Omen einer langjährigen Politik der Ablenkung und Verschiebung, denn die Ermittlungsmission von 2003 kam nie zustande, und als schließlich ein Besuch in China stattfand, war dies lediglich ein wissenschaftlicher Austausch. In der Zwischenzeit wurde der politische Missbrauch der Psychiatrie in China unvermindert fortgeführt, was die WPA jedoch nicht zu kümmern schien.